# Dorothea Merz (Roman)
Dorothea Merz ist ein Roman von Tankred Dorst, der 1976 erschien und im selben Jahr von Peter Beauvais für den WDR verfilmt wurde.

## Zeit und Ort
Die Handlung läuft von 1924 bis zum Sommer 1935 in der fiktiven südthüringischen Kleinstadt Grünitz – zwischen den Großstädten Leipzig und Nürnberg gelegen. Nicht allzu weit entfernt sind Meiningen, Marktredwitz, Bad Salzungen und Saalfeld.
Erken nimmt an, mit Grünitz habe Dorst seinen Geburtsort Oberlind gemeint.

## Inhalt
Dorothea war von ihrer gutbürgerlichen Familie aus dem Ruhrgebiet in die thüringische Landeshauptstadt Weimar ins Pensionat geschickt worden. Dort hatte sie 1924 den wesentlich älteren Fabrikdirektor und ehemaligen Leutnant im Ersten Weltkrieg Rudolf Merz kennengelernt. Das Paar heiratet. Dorothea übersiedelt in die tiefe Provinz nach Grünitz. Rudolf lässt in der Nähe seiner Maschinenfabrik und Gießerei eine Villa erbauen. Aus der Ehe gehen zwei Jungen hervor – Tilmann und Heinrich.
Der ältere Sohn Tilmann bereitet Dorothea Sorgen. Der Junge kränkelt. Eines seiner beiden Beine ist geschient. Tilmann muss im Sommer 1935 in Leipzig zum wiederholten Male operiert werden.
Als Rudolf ernsthaft erkrankt bittet er den jüngeren Bruder Erich, die Leitung der Firma – einer Aktiengesellschaft – zu übernehmen. Erich zögert und sagt dann doch zu. Nachdem Rudolf verstorben ist, zeigt der bisher umgängliche Schwager Erich sein wahres Gesicht. Erich und seine Verlobte Elsbeth Ruckdeschel wollen Dorothea mit einer kleinen Rente abspeisen, sie ins Ruhrgebiet vertreiben und das neu erbaute Haus beziehen. Beim Ankauf eines Aktienpakets hatte Erich den Bruder zu dessen Lebzeiten hintergangen.

## Form
Das Fragment setzt sich aus wahllos hingeworfenen Bruchstücken zusammen. Der zerklüftete Text hat streckenweise dokumentarischen Charakter. Der oben angegebene Zeitraum 1924–1935 wird im 80. Kapitel – „Amateurfilme“ – gesprengt. Der Nationalsozialist Dr. Günther Regus hat auch die Zeit nach 1945 dokumentiert. Die Rede ist von den 1950er Jahren und von der Zeit um das Jahr 1970. Ein weiteres Beispiel zur diskontinuierlichen Behandlung der Zeitläufte: Im zweiten der 85 Romankapitel wird vom Tode der Pfarrersfrau berichtet und im 21. Kapitel wird mancher Leser mit der Beschreibung des Dahinsiechens der doch längst Toten zum grüblerischen Zurückblättern genötigt.
Der Roman ist durchsetzt mit Worten aus Dialekten aus Thüringern und Sachsen und dem Vogtland, die Personen verwenden gelegentlich in den Dialogen Modalpartikel, die in Thüringen verbreitet sind.

## Zeit des Nationalsozialismus
Der Fabrikant Rudolf Merz hatte den Nationalsozialismus zunächst für erstrebenswert gehalten. Im Sterben aber hatte er seine Ansicht revidieren müssen. Diese Weltanschauung „fürchtete und verachtete“ der ehemalige Offizier zuletzt „als das schlechthin Brutale, Aufdringlich-Freche“.
Der Chauffeur Herr Schanzer, ein NSDAP-Mitglied, ist völlig blass gezeichnet. Aber eine Episode aus dem Anfang jener verhängnisvollen Zeit wirkt nach. Der sehr angesehene Rechtsanwalt Dr. Stern wird von der SA durch die Straßen gehetzt. Um seinen Hals baumelt ein Schild, mit „Jude“ beschriftet. Dem Manne wurden vor dem Lauf die Hosenbeine in Kniehöhe abgeschnitten.
Die Episode aus dem Kapitel 78 – „Adlerschwingen“ – mit dem Bildhauer Theodor Wollschedel, der im Auftrag des Parteibonzen Wächtler ein riesiges Flügeltier kreiert, will nicht recht im Lesergedächtnis haftenbleiben. Frau Mora, die Gattin des Bildhauers, Sängerin am Theater, redet allerdings Klartext. Der Gatte solle lieber anstelle des Adlers Grabsteine machen für die ganze „Nazibagage“.
Dem Leser werden zwei Antifaschisten bekannt – Frau Falk und der Arbeiter Gebhard. Die Mehrheit der Einwohner von Grünitz wählt braun, denn „die tun wenigstens was“. Nach der Wahl im Jahr 1933 werden Gebhard die Fensterscheiben eingeworfen. Seine Frau wird durch so ein Wurfgeschoss verletzt.
Auch Nebendinge bleiben in dem Fragment in der Schwebe. Da steht zum Beispiel die Frage im Raum: Wie kam Frau Falk um? Die Kommunistin Anna Falk wurde – von Ratten angefressen – aus dem Bach (Steinach) gezogen. Frau Falk hatte zu Lebzeiten Kindern in den Nachbardörfern Handarbeitsunterricht gegeben. Sie hatte fünf sozialistische Zeitungen abonniert. Zu Frau Falks Vokabular hatten unter anderen die Wörter „Klassengenosse“, „Proletariat“ und „Leningrad“ gehört. Die Lehrerin hatte mit einem Polen zusammengelebt, der von den Grünitzern als arbeitsscheu verschrien worden war. Den wesentlich jüngeren Herrn Kupka, so redete man in Grünitz, habe Frau Falk aus der internationalen Nacktkulturszene in der Schweiz aufgegabelt. Frau Falks Ansichten hatten eigentlich nie den Beifall der Grünitzer gefunden: Grundbesitz wäre verpönt. Ihr riesiges Haus habe die Lehrerin der Arbeiterwohlfahrt übergeben wollen. Eine Frau gehöre nach Ansicht der Kommunistin in die Produktion und die Kinder müsse der Staat erziehen. Frau Falk hatte an die Ausrottung des Kapitalismus geglaubt.
Nach solchem Statement hatte Dorothea zwar der Frau Falk die Freundschaft gekündigt, sich aber mit deren ältlicher Tochter Klara Falk angefreundet. Klara wird nach dem Leichenfund kriminalpolizeilich vernommen. Dem Vernehmen nach weiß sie nichts; kann nur Vermutungen anstellen.
Die nächste der nebensächlichen Fragen lautet: Warum ist Herr Kupka weg? Auch auf diese Frage antwortet Klara mit einer Vermutung: „Vielleicht muß er arbeiten.“

## Verfilmung
In TV-Film von 1976, Regie Peter Beauvais, spielten Sabine Sinjen die Dorothea Merz, Dieter Wernecke den Rudolf, Dieter Kirchlechner ihren Schwager Erich, Katharina Tüschen die Frau Falk, Elisabeth Schwarz deren Tochter Klara und Elisabeth Trissenaar die Bella Schwedewy. Tankred Dorst hat einen Cameo-Auftritt als Maler Büttner, der Dorothea auf Capri malt.